# 图尔瑙
图尔瑙是德国巴伐利亚州的一个市镇。总面积64.19平方公里，总人口4297人，其中男性2101人，女性2196人（2011年12月31日），人口密度67人/平方公里。